# Magyarország a 2004. évi nyári olimpiai játékokon
Magyarország a görögországi Athénban megrendezett 2004. évi nyári olimpiai játékok egyik részt vevő nemzete volt. Az országot az olimpián 20 sportágban 209 sportoló képviselte, akik összesen 17 érmet szereztek.

## Érmesek
| Érem  | Versenyző | Sportág       | Versenyszám               | Dátum         |
| ----- | --- | ------------- | ------------------------- | ------------- |
| Arany | Majoros István | Birkózás      | Férfi kötöttfogás, 55 kg  | augusztus 25. |
| Arany | Janics Natasa | Kajak-kenu    | Női kajak egyes 500 m     | augusztus 28. |
| Arany | Kovács Katalin Janics Natasa | Kajak-kenu    | Női kajak kettes 500 m    | augusztus 28. |
| Arany | Kammerer Zoltán Vereckei Ákos Storcz Botond Horváth Gábor | Kajak-kenu    | Férfi kajak négyes 1000 m | augusztus 27. |
| Arany | Igaly Diána | Sportlövészet | Női skeet                 | augusztus 19. |
| Arany | Vörös Zsuzsanna | Öttusa        | Női egyéni                | augusztus 27. |
| Arany | Nemzeti válogatott Biros Péter Benedek Tibor Fodor Rajmund Gergely István Kásás Tamás Kiss Gergely dr. Madaras Norbert Molnár Tamás dr. Steinmetz Ádám Steinmetz Barnabás Szécsi Zoltán Varga Tamás Vári Attila | Vízilabda     | Férfi                     | augusztus 29. |
| Arany | Nagy Tímea | Vívás         | Női párbajtőr, egyéni     | augusztus 15. |
| Ezüst | Kővágó Zoltán | Atlétika      | Férfi diszkoszvetés       | augusztus 23. |
| Ezüst | Kovács Katalin Szabó Szilvia Viski Erzsébet Bóta Kinga | Kajak-kenu    | Női kajak négyes 500 m    | augusztus 27. |
| Ezüst | Krutzler Eszter | Súlyemelés    | Női 69 kg                 | augusztus 19. |
| Ezüst | Gyurta Dániel | Úszás         | Férfi 200 m mell          | augusztus 18. |
| Ezüst | Nemcsik Zsolt | Vívás         | Férfi kard, egyéni        | augusztus 14. |
| Ezüst | Boczkó Gábor Imre Géza Kovács Iván Kulcsár Krisztián | Vívás         | Férfi párbajtőr, csapat   | augusztus 22. |
| Bronz | Vajda Attila | Kajak-kenu    | Férfi kenu egyes 1000 m   | augusztus 27. |
| Bronz | Kozmann György Kolonics György | Kajak-kenu    | Férfi kenu kettes 1000 m  | augusztus 27. |
| Bronz | Cseh László | Úszás         | Férfi 400 m vegyes        | augusztus 14. |

| Sport         | 1. helyezett, aranyérmes | 2. helyezett, ezüstérmes | 3. helyezett, bronzérmes | Összesen |
| Asztalitenisz | 0                        | 0                        | 0                        | 0        |
| Atlétika      | 0                        | 1                        | 0                        | 1        |
| Birkózás      | 1                        | 0                        | 0                        | 1        |
| Cselgáncs     | 0                        | 0                        | 0                        | 0        |
| Evezés        | 0                        | 0                        | 0                        | 0        |
| Kajak-kenu    | 3                        | 1                        | 2                        | 6        |
| Kerékpározás  | 0                        | 0                        | 0                        | 0        |
| Kézilabda     | 0                        | 0                        | 0                        | 0        |
| Műugrás       | 0                        | 0                        | 0                        | 0        |
| Ökölvívás     | 0                        | 0                        | 0                        | 0        |
| Öttusa        | 1                        | 0                        | 0                        | 1        |
| Sportlövészet | 1                        | 0                        | 0                        | 1        |
| Súlyemelés    | 0                        | 1                        | 0                        | 1        |
| Tenisz        | 0                        | 0                        | 0                        | 0        |
| Torna         | 0                        | 0                        | 0                        | 0        |
| Triatlon      | 0                        | 0                        | 0                        | 0        |
| Úszás         | 0                        | 1                        | 1                        | 2        |
| Vitorlázás    | 0                        | 0                        | 0                        | 0        |
| Vívás         | 1                        | 2                        | 0                        | 3        |
| Vízilabda     | 1                        | 0                        | 0                        | 1        |
| Összesen      | 8                        | 6                        | 3                        | 17       |

| Naponként | Naponként     | Naponként                | Naponként                | Naponként                | Naponként | Naponként |
| --------- | ------------- | ------------------------ | ------------------------ | ------------------------ | --------- | --------- |
| Nap       | Dátum         | 1. helyezett, aranyérmes | 2. helyezett, ezüstérmes | 3. helyezett, bronzérmes | Összesen  |           |
| 1. nap    | augusztus 13. | —                        | —                        | —                        | —         |           |
| 2. nap    | augusztus 14. | 0                        | 1                        | 1                        | 2         |           |
| 3. nap    | augusztus 15. | 1                        | 0                        | 0                        | 1         |           |
| 4. nap    | augusztus 16. | 0                        | 0                        | 0                        | 0         |           |
| 5. nap    | augusztus 17. | 0                        | 0                        | 0                        | 0         |           |
| 6. nap    | augusztus 18. | 0                        | 1                        | 0                        | 1         |           |
| 7. nap    | augusztus 19. | 1                        | 1                        | 0                        | 2         |           |
| 8. nap    | augusztus 20. | 0                        | 0                        | 0                        | 0         |           |
| 9. nap    | augusztus 21. | 0                        | 0                        | 0                        | 0         |           |
| 10. nap   | augusztus 22. | 0                        | 1                        | 0                        | 1         |           |
| 11. nap   | augusztus 23. | 0                        | 1                        | 0                        | 1         |           |
| 12. nap   | augusztus 24. | 0                        | 0                        | 0                        | 1         |           |
| 13. nap   | augusztus 25. | 1                        | 0                        | 0                        | 0         |           |
| 14. nap   | augusztus 26. | 0                        | 0                        | 0                        | 0         |           |
| 15. nap   | augusztus 27. | 2                        | 1                        | 2                        | 5         |           |
| 16. nap   | augusztus 28. | 2                        | 0                        | 0                        | 2         |           |
| 17. nap   | augusztus 29. | 1                        | 0                        | 0                        | 1         |           |
| Összesen  |               | 8                        | 6                        | 3                        | 17        |           |

## További magyar pontszerzők

### 4. helyezettek
| Név | Sportág    | Versenyszám           |
| --- | ---------- | --------------------- |
| Császár Gábor Diaz Ivo Fazekas Nándor Gál Gyula Harsányi Gergely Ilyés Ferenc Iváncsik Gergő Laluska Balázs Lendvay Péter Mezei Richárd Mocsai Tamás Nagy László Pásztor István Pérez Carlos Szathmári János | Kézilabda  | Férfi                 |
| Likerecz Gyöngyi | Súlyemelés | Női 75 kg             |
| Varga Viktória | Súlyemelés | Női +75 kg            |
| Cseh László | Úszás      | Férfi 200 m vegyes    |
| Kovács Ágnes | Úszás      | Női 200 m vegyes      |
| Risztov Éva | Úszás      | Női 400 m vegyes      |
| Mincza-Nébald Ildikó | Vívás      | Női párbajtőr, egyéni |
| Mohamed Aida | Vívás      | Női tőr, egyéni       |

### 5. helyezettek
| Név | Sportág    | Versenyszám                    |
| --- | ---------- | ------------------------------ |
| Pars Krisztián | Atlétika   | Férfi kalapácsvetés            |
| Hirling Zsolt Varga Tamás | Evezés     | Férfi könnyűsúlyú kétpárevezős |
| Kammerer Zoltán Storcz Botond | Kajak-kenu | Férfi kajak kettes 500 m       |
| Vereckei Ákos | Kajak-kenu | Férfi kajak egyes 500 m        |
| Bohus Beáta Farkas Ágnes Ferling Bernadett Görbicz Anita Kirsner Erika Kulcsár Anita Lovász Zsuzsanna Mehlmann Ibolya Pálffy Zsuzsanna Pálinger Katalin Pigniczki Krisztina Radulovics Bojana Sirina Irina Siti Eszter Tóth Timea | Kézilabda  | Női                            |
| Kovács Ágnes | Úszás      | Női 200 m mell                 |
| Ferjancsik Domonkos Fodor Kende Lengyel Balázs Nemcsik Zsolt | Vívás      | Férfi kard, csapat             |
| Hormay Adrien Mincza-Nébald Ildikó Nagy Tímea Tóth Hajnalka | Vívás      | Női párbajtőr, csapat          |

### 6. helyezettek
| Név | Sportág    | Versenyszám              |
| --- | ---------- | ------------------------ |
| Zsivoczky Attila | Atlétika   | Férfi tízpróba           |
| Kökény Roland | Kajak-kenu | Férfi kajak egyes 1000 m |
| Gál Róbert | Torna      | Férfi ugrás              |
| Cseh László | Úszás      | Férfi 100 m hát          |
| Varga Gabriella | Vívás      | Női tőr, egyéni          |
| Drávucz Rita Győre Anett Kisteleki Dóra Pelle Anikó Primász Ágnes Sós Ildikó Stieber Mercédesz Szremkó Krisztina Tiba Zsuzsanna Tóth II. Andrea Valkai Ágnes Zantleitner Krisztina | Vízilabda  | Női                      |

## Eredményesség sportáganként
A magyar csapat tizenkettő sportágban összesen 137 olimpiai pontot szerzett. Az egyes sportágak eredményessége, illetve az induló versenyzők száma a következő:
(kiemelve az egyes számoszlopok legmagasabb értéke, vagy értékei)

| Sportág, szakág | Helyezések száma | Helyezések száma | Helyezések száma | Helyezések száma | Helyezések száma | Helyezések száma | Olimpiai pont | Indulók száma | Indulók száma | Indulók száma |
| Sportág, szakág |                  |                  |                  | 4.               | 5.               | 6.               | Olimpiai pont | Férfi         | Nő            | Össz.         |
| --------------- | ---------------- | ---------------- | ---------------- | ---------------- | ---------------- | ---------------- | ------------- | ------------- | ------------- | ------------- |
| Asztalitenisz   | 0                | 0                | 0                | 0                | 0                | 0                | 0             | 0             | 3             | 3             |
| Atlétika        | 0                | 1                | 0                | 0                | 1                | 1                | 8             | 20            | 15            | 35            |
| Birkózás        | 1                | 0                | 0                | 0                | 0                | 0                | 7             | 9             | 0             | 9             |
| Cselgáncs       | 0                | 0                | 0                | 0                | 0                | 0                | 0             | 2             | 0             | 2             |
| Evezés          | 0                | 0                | 0                | 0                | 1                | 0                | 2             | 4             | 2             | 6             |
| Kajak-kenu      | 3                | 1                | 2                | 0                | 2                | 1                | 39            | 11            | 5             | 16            |
| Kerékpározás    | 0                | 0                | 0                | 0                | 0                | 0                | 0             | 2             | 0             | 2             |
| Kézilabda       | 0                | 0                | 0                | 1                | 1                | 0                | 5             | 15            | 15            | 30            |
| Ökölvívás       | 0                | 0                | 0                | 0                | 0                | 0                | 0             | 5             | 0             | 5             |
| Öttusa          | 1                | 0                | 0                | 0                | 0                | 0                | 7             | 2             | 2             | 4             |
| Sportlövészet   | 1                | 0                | 0                | 0                | 0                | 0                | 7             | 3             | 5             | 8             |
| Súlyemelés      | 0                | 1                | 0                | 2                | 0                | 0                | 11            | 4             | 3             | 7             |
| Tenisz          | 0                | 0                | 0                | 0                | 0                | 0                | 0             | 0             | 4             | 4             |
| Torna           | 0                | 0                | 0                | 0                | 0                | 1                | 1             | 1             | 1             | 2             |
| Triatlon        | 0                | 0                | 0                | 0                | 0                | 0                | 0             | 0             | 1             | 1             |
| Úszás–műugrás   | 0                | 1                | 1                | 3                | 1                | 1                | 21            | 16            | 11            | 27            |
| Vitorlázás      | 0                | 0                | 0                | 0                | 0                | 0                | 0             | 4             | 3             | 7             |
| Vívás           | 1                | 2                | 0                | 2                | 2                | 1                | 21            | 8             | 7             | 15            |
| Vízilabda       | 1                | 0                | 0                | 0                | 0                | 1                | 8             | 13            | 13            | 26            |
| Összesen        | 8                | 6                | 3                | 8                | 8                | 6                | 137           | 119           | 90            | 209           |

Az olimpiai pontok számát az alábbiak szerint lehet kiszámolni: 1. hely – 7 pont, 2. hely – 5 pont, 3. hely – 4 pont, 4. hely – 3 pont, 5. hely – 2 pont, 6. hely – 1 pont.

## Asztalitenisz
Női

| Versenyző                     | Versenyszám | 64-es főtábla                                    | 48-as főtábla                                                  | 32-es főtábla                                    | Nyolcaddöntő                                                                      | Negyeddöntő       | Elődöntő          | Döntő             | Helyezés |
| Versenyző                     | Versenyszám | Ellenfél Eredmény                                | Ellenfél Eredmény                                              | Ellenfél Eredmény                                | Ellenfél Eredmény                                                                 | Ellenfél Eredmény | Ellenfél Eredmény | Ellenfél Eredmény | Helyezés |
| ----------------------------- | ----------- | ------------------------------------------------ | -------------------------------------------------------------- | ------------------------------------------------ | --------------------------------------------------------------------------------- | ----------------- | ----------------- | ----------------- | -------- |
| Bátorfi Csilla                | Egyes       |                                                  | Petra Cada (CAN) · 7-11, 11-9, 18-16, 6-11, 8-11, 11-8, 10-12  | kiesett                                          | kiesett                                                                           | kiesett           | kiesett           | kiesett           | 33.      |
| Fazekas Mária                 | Egyes       | Manzura Inoyatova (UZB) · 11-6, 11-7, 11-3, 11-7 | Kim Hjangmi (PRK) · 7-11, 8-11, 11-9, 8-11, 8-11               | kiesett                                          | kiesett                                                                           | kiesett           | kiesett           | kiesett           | 33.      |
| Tóth Krisztina                | Egyes       |                                                  | Funke Oshonaike (NGR) · 10-12, 12-10, 14-16, 11-6, 15-13, 11-5 | Tie Ya Na (HKG) · 6-11, 11-6, 10-12, 12-14, 6-11 | kiesett                                                                           | kiesett           | kiesett           | kiesett           | 17.      |
| Bátorfi Csilla Tóth Krisztina | Páros       |                                                  |                                                                |                                                  | Horvátország (CRO) · Boros Tamara · Cornelia Vaida · 6-11, 11-9, 9-11, 3-11, 3-11 | kiesett           | kiesett           | kiesett           | 9.       |

## Atlétika
Férfi

| Versenyző       | Versenyszám     | Előfutam | Előfutam | Előfutam | Negyeddöntő | Negyeddöntő | Negyeddöntő | Elődöntő | Elődöntő | Elődöntő | Döntő         | Döntő         |
| Versenyző       | Versenyszám     | Idő      | Hely.    | Össz.    | Idő         | Hely.       | Össz.       | Idő      | Hely.    | Össz.    | Idő           | Helyezés      |
| --------------- | --------------- | -------- | -------- | -------- | ----------- | ----------- | ----------- | -------- | -------- | -------- | ------------- | ------------- |
| Dobos Gábor     | 100 m           | 10,68    | 6.       | 59.      | kiesett     | kiesett     | kiesett     | kiesett  | kiesett  | kiesett  | kiesett       | kiesett       |
| Németh Roland   | 100 m           | 10,28    | 3.       | 27.**    | 10,38       | 6.          | 35.         | kiesett  | kiesett  | kiesett  | kiesett       | kiesett       |
| Pauer Géza      | 200 m           | 21,02    | 4.       | 39.      | 20,90       | 6.          | 25.         | kiesett  | kiesett  | kiesett  | kiesett       | kiesett       |
| Szeglet Zsolt   | 400 m           | 46,16    | 4.       | 31.*     |             |             |             | kiesett  | kiesett  | kiesett  | kiesett       | kiesett       |
| Csillag Levente | 110 m gát       | 13,74    | 6.       | 35.      | kiesett     | kiesett     | kiesett     | kiesett  | kiesett  | kiesett  | kiesett       | kiesett       |
| Bacskai Zsolt   | Maraton         |          |          |          |             |             |             |          |          |          | nem ért célba | nem ért célba |
| Dudás Gyula     | 20 km gyaloglás |          |          |          |             |             |             |          |          |          | 1:28:18       | 30.           |
| Czukor Zoltán   | 50 km gyaloglás |          |          |          |             |             |             |          |          |          | 4:03:51       | 24.           |
| Tóth János      | 50 km gyaloglás |          |          |          |             |             |             |          |          |          | 4:29:33       | 41.           |

| Versenyző       | Versenyszám   | Selejtező | Selejtező | Döntő    | Döntő    |
| Versenyző       | Versenyszám   | Eredmény  | Helyezés  | Eredmény | Helyezés |
| --------------- | ------------- | --------- | --------- | -------- | -------- |
| Boros László    | Magasugrás    | 215 cm    | 33.       | kiesett  | kiesett  |
| Margl Tamás     | Távolugrás    | 738 cm    | 38.       | kiesett  | kiesett  |
| Tölgyesi Péter  | Hármasugrás   | 16,36 m   | 26.       | kiesett  | kiesett  |
| Bíber Zsolt     | Súlylökés     | 19,31 m   | 24.       | kiesett  | kiesett  |
| Fazekas Róbert  | Diszkoszvetés | kizárták  | kizárták  | kizárták | kizárták |
| Kővágó Zoltán   | Diszkoszvetés | 61,91 m   | 11.       | 67,04 m  |          |
| Máté Gábor      | Diszkoszvetés | 63,41 m   | 5.        | 57,84 m  | 11.      |
| Annus Adrián    | Kalapácsvetés | kizárták  | kizárták  | kizárták | kizárták |
| Pars Krisztián  | Kalapácsvetés | 80,50 m   | 2.        | 78,73 m  | 5.       |
| Horváth Gergely | Gerelyhajítás | 73,95 m   | 26.       | kiesett  | kiesett  |

| Versenyző        | Versenyszám | 100 m | 100 m | Távolugrás | Távolugrás | Súlylökés | Súlylökés | Magasugrás | Magasugrás | 400 m | 400 m | 110 m gát | 110 m gát | Diszkoszvetés | Diszkoszvetés | Rúdugrás | Rúdugrás | Gerelyhajítás | Gerelyhajítás | 1500 m  | 1500 m | Végeredmény | Végeredmény |
| Versenyző        | Versenyszám | Idő   | Pont  | Eredmény   | Pont       | Eredmény  | Pont      | Eredmény   | Pont       | Idő   | Pont  | Idő       | Pont      | Eredmény      | Pont          | Eredmény | Pont     | Eredmény      | Pont          | Idő     | Pont   | Pont        | Helyezés    |
| ---------------- | ----------- | ----- | ----- | ---------- | ---------- | --------- | --------- | ---------- | ---------- | ----- | ----- | --------- | --------- | ------------- | ------------- | -------- | -------- | ------------- | ------------- | ------- | ------ | ----------- | ----------- |
| Zsivoczky Attila | Tízpróba    | 10,91 | 881   | 714 cm     | 847        | 15,31 m   | 809       | 212 cm     | 915        | 49,40 | 842   | 14,95     | 856       | 45,62 m       | 780           | 470 cm   | 819      | 63,45 m       | 790           | 4:29,54 | 748    | 8287        | 6.          |

Női

| Versenyző       | Versenyszám     | Előfutam | Előfutam | Előfutam | Elődöntő | Elődöntő | Elődöntő | Döntő    | Döntő    |
| Versenyző       | Versenyszám     | Idő      | Hely.    | Össz.    | Idő      | Hely.    | Össz.    | Idő      | Helyezés |
| --------------- | --------------- | -------- | -------- | -------- | -------- | -------- | -------- | -------- | -------- |
| Varga Judit     | 1500 m          | 4:09,36  | 12.      | 31.      | kiesett  | kiesett  | kiesett  | kiesett  | kiesett  |
| Papp Krisztina  | 5000 m          | 15:58,44 | 17.      | 32.      |          |          |          | kiesett  | kiesett  |
| Kálovics Anikó  | 10 000 m        |          |          |          |          |          |          | 32:21,47 | 20.      |
| Kovács Ida      | Maraton         |          |          |          |          |          |          | 3:03:21  | 60.      |
| Rakonczai Beáta | Maraton         |          |          |          |          |          |          | 2:49:41  | 48.      |
| Staicu Simona   | Maraton         |          |          |          |          |          |          | 2:48:57  | 45.      |
| Füsti Edina     | 20 km gyaloglás |          |          |          |          |          |          | 1:39:45  | 44.      |

| Versenyző        | Versenyszám   | Selejtező | Selejtező | Döntő    | Döntő    |
| Versenyző        | Versenyszám   | Eredmény  | Helyezés  | Eredmény | Helyezés |
| ---------------- | ------------- | --------- | --------- | -------- | -------- |
| Molnár Krisztina | Rúdugrás      | 430 cm    | 19.**     | kiesett  | kiesett  |
| Ajkler Zita      | Távolugrás    | 639 cm    | 25.       | kiesett  | kiesett  |
| Vaszi Tünde      | Távolugrás    | 655 cm    | 11.       | 673 cm   | 7.       |
| Kürti Éva        | Súlylökés     | 14,60 m   | 36.       | kiesett  | kiesett  |
| Kürti Éva        | Diszkoszvetés | 52,52 m   | 39.       | kiesett  | kiesett  |
| Divós Katalin    | Kalapácsvetés | 67,64 m   | 17.       | kiesett  | kiesett  |
| Orbán Éva        | Kalapácsvetés | 65,76 m   | 24.       | kiesett  | kiesett  |
| Tudja Júlia      | Kalapácsvetés | 66,85 m   | 18.       | kiesett  | kiesett  |
| Szabó Nikolett   | Gerelyhajítás | 60,20 m   | 16.       | kiesett  | kiesett  |

* - egy másik versenyzővel azonos időt ért el

** - két másik versenyzővel azonos időt/eredményt ért el

## Birkózás

### Férfi
Kötöttfogású

| Versenyző          | Versenyszám | Csoportkör | Csoportkör | Negyeddöntő              | Elődöntő                       | Bronz- mérkőzés   | Döntő                          | Helyezés |
| Versenyző          | Versenyszám | Ellenfél Eredmény                                                                                                  | Hely.      | Ellenfél Eredmény        | Ellenfél Eredmény              | Ellenfél Eredmény | Ellenfél Eredmény              | Helyezés |
| ------------------ | ----------- | --- | ---------- | ------------------------ | ------------------------------ | ----------------- | ------------------------------ | -------- |
| Majoros István     | 55 kg       | A csoport · Tojota Maszatosi (JPN) · 5-3 · Jansel Ramírez (DOM) · 5-0                                              | 1.         | Lázaro Rivas (CUB) · 6-1 | Olekszij Vakulenko (UKR) · 3-1 |                   | Gajdar Mamedalijev (RUS) · 3-1 |          |
| Füredy Levente     | 66 kg       | B csoport · Nikolaj Gergov (BUL) · 2-3 · Kim Inszop (KOR) · 1-6                                                    | 3.         | kiesett                  | kiesett                        | kiesett           | kiesett                        | 15.      |
| Berzicza Tamás     | 74 kg       | F csoport · Aleksandr Dokturishvili (UZB) · 2-4 · Aléxiosz Kolicópulosz (GRE) · 3-0 · Vüqar Aslanov (AZE) · 4-0 PA | 2.         | kiesett                  | kiesett                        | kiesett           | kiesett                        | 8.       |
| Virág Lajos        | 96 kg       | F csoport · Ernesto Pena (CUB) · 1-5 · Garett Lowney (USA) · 4-0                                                   | 2.         | kiesett                  | kiesett                        | kiesett           | kiesett                        | 9.       |
| Deák Bárdos Mihály | 120 kg      | B csoport · Szadzsád Barzi (IRI) · 1-3 · Juha Ahokas (FIN) · 3-0                                                   | 2.         | kiesett                  | kiesett                        | kiesett           | kiesett                        | 10.      |

Szabadfogású

| Versenyző    | Versenyszám | Csoportkör                                                                        | Csoportkör | Negyeddöntő       | Elődöntő          | Bronz- mérkőzés   | Döntő             | Helyezés |
| Versenyző    | Versenyszám | Ellenfél Eredmény                                                                 | Hely.      | Ellenfél Eredmény | Ellenfél Eredmény | Ellenfél Eredmény | Ellenfél Eredmény | Helyezés |
| ------------ | ----------- | --------------------------------------------------------------------------------- | ---------- | ----------------- | ----------------- | ----------------- | ----------------- | -------- |
| Wöller Gergő | 60 kg       | A csoport · Vaszil Fedorisin (UKR) · 0-3 · Ulan Nadirbek Uulu (KGZ) · 0-3         | 3.         | kiesett           | kiesett           | kiesett           | kiesett           | 19.      |
| Hatos Gábor  | 66 kg       | E csoport · Ömer Çubukçu (TUR) · 1-3 · Štefan Fernyák (SVK) · 3-1                 | 2.         | kiesett           | kiesett           | kiesett           | kiesett           | 15.      |
| Ritter Árpád | 74 kg       | F csoport · Buvajszar Szajtyijev (RUS) · 2-8 · Emzáriosz Betinídisz (GRE) · 1-5   | 3.         | kiesett           | kiesett           | kiesett           | kiesett           | 16.      |
| Aubéli Ottó  | 120 kg      | E csoport · Kuramagomed Kuramagomedov (RUS) · 0-6 · Alekszi Modebadze (GEO) · 0-5 | 3.         | kiesett           | kiesett           | kiesett           | kiesett           | 18.      |

PA - visszalépett (birói döntéssel 0-4)

## Cselgáncs
Férfi

| Versenyző      | Versenyszám  | Selejtező         | 32-es főtábla                           | Nyolcaddöntő                | Negyeddöntő       | Elődöntő          | Vigaszág első kör | Vigaszág negyeddöntő | Vigaszág elődöntő | Bronz- mérkőzés   | Döntő             | Helyezés    |
| Versenyző      | Versenyszám  | Ellenfél Eredmény | Ellenfél Eredmény                       | Ellenfél Eredmény           | Ellenfél Eredmény | Ellenfél Eredmény | Ellenfél Eredmény | Ellenfél Eredmény    | Ellenfél Eredmény | Ellenfél Eredmény | Ellenfél Eredmény | Helyezés    |
| -------------- | ------------ | ----------------- | --------------------------------------- | --------------------------- | ----------------- | ----------------- | ----------------- | -------------------- | ----------------- | ----------------- | ----------------- | ----------- |
| Ungvári Miklós | Harmatsúly   |                   | Elçin Mehdi İsmayılov (AZE) · 1010-0012 | João Pina (POR) · 0001-0011 | kiesett           | kiesett           |                   |                      |                   |                   |                   | helyezetlen |
| Kovács Antal   | Félnehézsúly |                   | Inoue Kószei (JPN) · 0001-0002          | kiesett                     | kiesett           | kiesett           |                   |                      |                   |                   |                   | helyezetlen |

## Evezés
Férfi

| Versenyző                 | Versenyszám              | Előfutam | Előfutam | Vigaszág | Vigaszág | Elődöntő | Elődöntő | Elődöntő | Döntő | Döntő   | Döntő | Helyezés |
| Versenyző                 | Versenyszám              | Idő      | Hely.    | Idő      | Hely.    | Típus    | Idő      | Hely.    | Típus | Idő     | Hely. | Helyezés |
| ------------------------- | ------------------------ | -------- | -------- | -------- | -------- | -------- | -------- | -------- | ----- | ------- | ----- | -------- |
| Haller Ákos Bencsik Gábor | Kétpárevezős             | 7:05,20  | 5.       | 6:15,60  | 1.       | A/B      | 6:23,81  | 5.       | B     | 6:15,39 | 4.    | 11.      |
| Hirling Zsolt Varga Tamás | Könnyűsúlyú kétpárevezős | 6:20,98  | 2.       | 6:22,63  | 1.       | A/B      | 6:18,23  | 2.       | A     | 6:24,69 | 5.    | 5.       |

Női

| Versenyző                | Versenyszám              | Előfutam | Előfutam | Vigaszág | Vigaszág | Elődöntő | Elődöntő | Elődöntő | Döntő | Döntő   | Döntő | Helyezés |
| Versenyző                | Versenyszám              | Idő      | Hely.    | Idő      | Hely.    | Típus    | Idő      | Hely.    | Típus | Idő     | Hely. | Helyezés |
| ------------------------ | ------------------------ | -------- | -------- | -------- | -------- | -------- | -------- | -------- | ----- | ------- | ----- | -------- |
| Stift Edit Remsei Mónika | Könnyűsúlyú kétpárevezős | 7:12,79  | 5.       | 7:07,69  | 4.       |          |          |          | C     | 7:45,05 | 3.    | 15.      |

## Kajak-kenu

### Síkvízi
Férfi

| Versenyző                                                 | Versenyszám         | Előfutam | Előfutam | Előfutam | Elődöntő | Elődöntő | Elődöntő | Döntő    | Döntő    |
| Versenyző                                                 | Versenyszám         | Idő      | Hely.    | Össz.    | Idő      | Hely.    | Össz.    | Idő      | Helyezés |
| --------------------------------------------------------- | ------------------- | -------- | -------- | -------- | -------- | -------- | -------- | -------- | -------- |
| Vereckei Ákos                                             | Kajak egyes 500 m   | 1:37,589 | 2.       | 3.       | 1:38,737 | 2.       | 2.       | 1:39,315 | 5.       |
| Kökény Roland                                             | Kajak egyes 1000 m  | 3:27,904 | 2.       | 5.       | 3:29,134 | 2.       | 3.       | 3:31,121 | 6.       |
| Kammerer Zoltán Storcz Botond                             | Kajak kettes 500 m  | 1:31,166 | 2.       | 9.       | 1:30,438 | 1.       | 2.       | 1:29,096 | 5.       |
| Benkő Zoltán Beé István                                   | Kajak kettes 1000 m | 3:13,340 | 5.       | 8.       | 3:13,609 | 3.       | 3.       | 3:27,996 | 9.       |
| Kammerer Zoltán Storcz Botond Vereckei Ákos Horváth Gábor | Kajak négyes 1000 m | 2:51,010 | 1.D      | 1.       |          |          |          | 2:56,919 |          |
| Joób Márton                                               | Kenu egyes 500 m    | 1:51,025 | 4.       | 10.      | 1:50,813 | 2.       | 4.       | 1:48,195 | 7.       |
| Vajda Attila                                              | Kenu egyes 1000 m   | 3:57,290 | 4.       | 11.      | 3:52,236 | 2.       | 3.       | 3:49,025 |          |
| Kozmann György Kolonics György                            | Kenu kettes 500 m   | 1:41,324 | 4.       | 7.       | 1:41,472 | 2.       | 2.       | 1:41,138 | 7.       |
| Kozmann György Kolonics György                            | Kenu kettes 1000 m  | 3:31,775 | 3.D      | 7.       |          |          |          | 3:43,106 |          |

Női

| Versenyző                                              | Versenyszám        | Előfutam | Előfutam | Előfutam | Elődöntő | Elődöntő | Elődöntő | Döntő    | Döntő    |
| Versenyző                                              | Versenyszám        | Idő      | Hely.    | Össz.    | Idő      | Hely.    | Össz.    | Idő      | Helyezés |
| ------------------------------------------------------ | ------------------ | -------- | -------- | -------- | -------- | -------- | -------- | -------- | -------- |
| Janics Natasa                                          | Kajak egyes 500 m  | 1:49,870 | 1. D     | 1.       |          |          |          | 1:47,741 |          |
| Kovács Katalin Janics Natasa                           | Kajak kettes 500 m | 1:38,606 | 1. D     | 1.       |          |          |          | 1:38,101 |          |
| Kovács Katalin Szabó Szilvia Viski Erzsébet Bóta Kinga | Kajak négyes 500 m | 1:32,298 | 2. D     | 3.       |          |          |          | 1:34,536 |          |

## Kerékpározás

### Hegyi-kerékpározás
| Versenyző       | Versenyszám        | Idő           | Helyezés |
| --------------- | ------------------ | ------------- | -------- |
| Vinczeffy Zsolt | Férfi terepverseny | 2 kör hátrány | 43       |

### Országúti kerékpározás
Férfi
| Versenyző      | Versenyszám   | Idő                   | Helyezés |
| -------------- | ------------- | --------------------- | -------- |
| Bodrogi László | Mezőnyverseny | 5:56:45 (+15:01)      | 74.      |
| Bodrogi László | Időfutam      | 1:00:44,31 (+3:12,57) | 22.      |

## Kézilabda

### Férfi

#### Eredmények
Csoportkör
B csoport
| Csapat              | M | Gy | D | V | G+  | G–  | Gk  | P  |
| ------------------- | - | -- | - | - | --- | --- | --- | -- |
| Franciaország (FRA) | 5 | 5  | 0 | 0 | 135 | 108 | +27 | 10 |
| Magyarország (HUN)  | 5 | 4  | 0 | 1 | 132 | 124 | +8  | 8  |
| Németország (GER)   | 5 | 3  | 0 | 2 | 139 | 110 | +29 | 6  |
| Görögország (GRE)   | 5 | 2  | 0 | 3 | 117 | 130 | –13 | 4  |
| Brazília (BRA)      | 5 | 1  | 0 | 4 | 105 | 133 | –28 | 2  |
| Egyiptom (EGY)      | 5 | 0  | 0 | 5 | 110 | 133 | –23 | 0  |

| 2004. augusztus 14. 11:30 | Magyarország (HUN) | 33–28   | Egyiptom (EGY) | Sports Pavillion, Athén Játékvezetők: Boye, Jensen (DEN) |
| 2004. augusztus 14. 11:30 | Pásztor 9          | (16–15) | ez-Zaki 10     | Sports Pavillion, Athén Játékvezetők: Boye, Jensen (DEN) |
| 2004. augusztus 14. 11:30 | 8× 3×              |         | 3× 3×          | Sports Pavillion, Athén Játékvezetők: Boye, Jensen (DEN) |

| 2004. augusztus 16. 19:30 | Brazília (BRA) | 19–20   | Magyarország (HUN) | Sports Pavillion, Athén Játékvezetők: Nachevski, Nachevski (MKD) |
| 2004. augusztus 16. 19:30 | Souza 5        | (10–10) | négy játékos 3     | Sports Pavillion, Athén Játékvezetők: Nachevski, Nachevski (MKD) |
| 2004. augusztus 16. 19:30 | 4× 3×          |         | 4× 3×              | Sports Pavillion, Athén Játékvezetők: Nachevski, Nachevski (MKD) |

| 2004. augusztus 18. 14:30 | Franciaország (FRA) | 26–23  | Magyarország (HUN) | Sports Pavillion, Athén Játékvezetők: Hansson, Olsson (SWE) |
| 2004. augusztus 18. 14:30 | Guigou 6            | (9–10) | Pérez 10           | Sports Pavillion, Athén Játékvezetők: Hansson, Olsson (SWE) |
| 2004. augusztus 18. 14:30 | 9× 4×               |        | 4× 3×              | Sports Pavillion, Athén Játékvezetők: Hansson, Olsson (SWE) |

| 2004. augusztus 20. 16:30 | Magyarország (HUN) | 30–29   | Németország (GER) | Sports Pavillion, Athén Játékvezetők: Boye, Jensen (DEN) |
| 2004. augusztus 20. 16:30 | Nagy 11            | (17–14) | Kretzschmar 8     | Sports Pavillion, Athén Játékvezetők: Boye, Jensen (DEN) |
| 2004. augusztus 20. 16:30 | 4× 3×              |         | 6× 3×             | Sports Pavillion, Athén Játékvezetők: Boye, Jensen (DEN) |

| 2004. augusztus 22. 14:30 | Magyarország (HUN) | 26–22   | Görögország (GRE) | Sports Pavillion, Athén Játékvezetők: Pozeznik, Repensek (SLO) |
| 2004. augusztus 22. 14:30 | Pérez 7            | (12–12) | Vóglisz 7         | Sports Pavillion, Athén Játékvezetők: Pozeznik, Repensek (SLO) |
| 2004. augusztus 22. 14:30 | 1× 3×              |         | 1× 2×             | Sports Pavillion, Athén Játékvezetők: Pozeznik, Repensek (SLO) |

Negyeddöntő
| 2004. augusztus 24. 14:30 | Dél-Korea (KOR) | 25–30   | Magyarország (HUN) | Sports Pavillion, Athén Játékvezetők: Baum, Goralczyk (POL) |
| 2004. augusztus 24. 14:30 | Jun Gjongszin 7 | (13–14) | Nagy 9             | Sports Pavillion, Athén Játékvezetők: Baum, Goralczyk (POL) |
| 2004. augusztus 24. 14:30 | 2× 3×           |         | 5× 3×              | Sports Pavillion, Athén Játékvezetők: Baum, Goralczyk (POL) |

Elődöntő
| 2004. augusztus 27. 14:30 | Horvátország (CRO) | 33–31   | Magyarország (HUN) | Sports Pavillion, Athén Játékvezetők: Arnaldsson, Vidarsson (ISL) |
| 2004. augusztus 27. 14:30 | Balić 9            | (18–16) | Pérez 8            | Sports Pavillion, Athén Játékvezetők: Arnaldsson, Vidarsson (ISL) |
| 2004. augusztus 27. 14:30 | 3× 3×              |         | 2× 3×              | Sports Pavillion, Athén Játékvezetők: Arnaldsson, Vidarsson (ISL) |

Bronzmérkőzés
| 2004. augusztus 28. 21:30 | Magyarország (HUN) | 26–28   | Oroszország (RUS) | Sports Pavillion, Athén Játékvezetők: Bavas, Migas (GRE) |
| 2004. augusztus 28. 21:30 | Pérez 10           | (10–13) | Koksarov 8        | Sports Pavillion, Athén Játékvezetők: Bavas, Migas (GRE) |
| 2004. augusztus 28. 21:30 | 5× 2×              |         | 4× 4×             | Sports Pavillion, Athén Játékvezetők: Bavas, Migas (GRE) |

| Csapat             | Helyezés |
| ------------------ | -------- |
| Magyarország (HUN) | 4.       |

### Női

#### Eredmények
Csoportkör
A csoport
| Csapat             | M | Gy | D | V | G+  | G–  | Gk  | P |
| ------------------ | - | -- | - | - | --- | --- | --- | - |
| Ukrajna (UKR)      | 4 | 4  | 0 | 0 | 99  | 82  | +17 | 8 |
| Magyarország (HUN) | 4 | 3  | 0 | 1 | 118 | 93  | +25 | 6 |
| Kína (CHN)         | 4 | 2  | 0 | 2 | 106 | 90  | +16 | 4 |
| Brazília (BRA)     | 4 | 1  | 0 | 3 | 97  | 105 | –8  | 2 |
| Görögország (GRE)  | 4 | 0  | 0 | 4 | 74  | 124 | –50 | 0 |

| 2004. augusztus 15. 14:30 | Kína (CHN)   | 24–28   | Magyarország (HUN)    | Sports Pavillion, Athén Játékvezetők: Aly Hassan, Yasser (EGY) |
| 2004. augusztus 15. 14:30 | Li Vej-vej 8 | (11–14) | Kulcsár, Radulovics 8 | Sports Pavillion, Athén Játékvezetők: Aly Hassan, Yasser (EGY) |
| 2004. augusztus 15. 14:30 | 11× 4×       |         | 11× 3×                | Sports Pavillion, Athén Játékvezetők: Aly Hassan, Yasser (EGY) |

| 2004. augusztus 17. 16:30 | Magyarország (HUN) | 33–20  | Görögország (GRE) | Sports Pavillion, Athén Játékvezetők: Gardinovacki, Maric (SCG) |
| 2004. augusztus 17. 16:30 | Kirsner, Siti 6    | (15–9) | Júpi 8            | Sports Pavillion, Athén Játékvezetők: Gardinovacki, Maric (SCG) |
| 2004. augusztus 17. 16:30 | 4× 3×              |        | 8× 3× 1×          | Sports Pavillion, Athén Játékvezetők: Gardinovacki, Maric (SCG) |

| 2004. augusztus 21. 21:30 | Brazília (BRA) | 26–35   | Magyarország (HUN) | Sports Pavillion, Athén Játékvezetők: Breto, Huelin Trillo (ESP) |
| 2004. augusztus 21. 21:30 | A. Silva 8     | (14–19) | Radulovics 10      | Sports Pavillion, Athén Játékvezetők: Breto, Huelin Trillo (ESP) |
| 2004. augusztus 21. 21:30 | 4× 3×          |         | 5× 3×              | Sports Pavillion, Athén Játékvezetők: Breto, Huelin Trillo (ESP) |

| 2004. augusztus 23. 19:30 | Magyarország (HUN) | 22–23  | Ukrajna (UKR) | Sports Pavillion, Athén Játékvezetők: Oie, Togstad (NOR) |
| 2004. augusztus 23. 19:30 | Radulovics 9       | (12–8) | Ljapina 8     | Sports Pavillion, Athén Játékvezetők: Oie, Togstad (NOR) |
| 2004. augusztus 23. 19:30 | 7× 2×              |        | 6× 3× 1×      | Sports Pavillion, Athén Játékvezetők: Oie, Togstad (NOR) |

Negyeddöntő
| 2004. augusztus 26. 16:30 | Franciaország (FRA) | 25–23   | Magyarország (HUN) | Sports Pavillion, Athén Játékvezetők: Bavas, Migas (GRE) |
| 2004. augusztus 26. 16:30 | Lejeune 6           | (10–13) | Radulovics 6       | Sports Pavillion, Athén Játékvezetők: Bavas, Migas (GRE) |
| 2004. augusztus 26. 16:30 | 6× 4×               |         | 4× 4×              | Sports Pavillion, Athén Játékvezetők: Bavas, Migas (GRE) |

Az 5–8. helyért
| 2004. augusztus 28. 11:30 | Magyarország (HUN) | 36–31   | Brazília (BRA) | Sports Pavillion, Athén Játékvezetők: Nachevski, Nachevski (MKD) |
| 2004. augusztus 28. 11:30 | Radulovics 7       | (17–14) | Santos 9       | Sports Pavillion, Athén Játékvezetők: Nachevski, Nachevski (MKD) |
| 2004. augusztus 28. 11:30 | 2× 3×              |         | 3× 3×          | Sports Pavillion, Athén Játékvezetők: Nachevski, Nachevski (MKD) |

Az 5. helyért
| 2004. augusztus 29. 14:30 | Spanyolország (ESP) | 29–38   | Magyarország (HUN) | Sports Pavillion, Athén Játékvezetők: Boye, Jensen (DEN) |
| 2004. augusztus 29. 14:30 | Puche 7             | (15–22) | Radulovics 10      | Sports Pavillion, Athén Játékvezetők: Boye, Jensen (DEN) |
| 2004. augusztus 29. 14:30 | 3× 3×               |         | 6× 3×              | Sports Pavillion, Athén Játékvezetők: Boye, Jensen (DEN) |

| Csapat             | Helyezés |
| ------------------ | -------- |
| Magyarország (HUN) | 5.       |

## Műugrás
Férfi

| Versenyző     | Versenyszám        | Selejtező | Selejtező | Elődöntő | Elődöntő | Döntő   | Döntő    |
| Versenyző     | Versenyszám        | Pont      | Helyezés  | Pont     | Helyezés | Pont    | Helyezés |
| ------------- | ------------------ | --------- | --------- | -------- | -------- | ------- | -------- |
| Hajnal András | Egyéni toronyugrás | 305,79    | 33.       | kiesett  | kiesett  | kiesett | kiesett  |

Női

| Versenyző    | Versenyszám    | Selejtező | Selejtező | Elődöntő | Elődöntő | Döntő   | Döntő    |
| Versenyző    | Versenyszám    | Pont      | Helyezés  | Pont     | Helyezés | Pont    | Helyezés |
| ------------ | -------------- | --------- | --------- | -------- | -------- | ------- | -------- |
| Barta Nóra   | Egyéni műugrás | 279,24    | 15.       | 491,52   | 14.      | kiesett | kiesett  |
| Kormos Villő | Egyéni műugrás | 193,68    | 32.       | kiesett  | kiesett  | kiesett | kiesett  |

## Ökölvívás
| Versenyző      | Versenyszám | Selejtező                           | Nyolcaddöntő                    | Negyeddöntő       | Elődöntő          | Döntő             | Helyezés |
| Versenyző      | Versenyszám | Ellenfél Eredmény                   | Ellenfél Eredmény               | Ellenfél Eredmény | Ellenfél Eredmény | Ellenfél Eredmény | Helyezés |
| -------------- | ----------- | ----------------------------------- | ------------------------------- | ----------------- | ----------------- | ----------------- | -------- |
| Bedák Pál      | Papírsúly   | Ceyhun Abiyev (AZE) · 8-23          | kiesett                         | kiesett           | kiesett           | kiesett           | 17.      |
| Bedák Zsolt    | Harmatsúly  | Abner Mares (MEX) · 36-27           | Makszim Tretyak (UKR) · 24-27   | kiesett           | kiesett           | kiesett           | 9.       |
| Káté Gyula     | Könnyűsúly  | Pek Csongszop (KOR) · 23-30         | kiesett                         | kiesett           | kiesett           | kiesett           | 17.      |
| Balog Vilmos   | Váltósúly   |                                     | Juan Camilo Novoa (COL) · 24-33 | kiesett           | kiesett           | kiesett           | 9.       |
| Balzsay Károly | Középsúlyú  | Mohammed esz-Szahrávi (TUN) · 29-24 | Yordani Despaigne (CUB) · 25-38 | kiesett           | kiesett           | kiesett           | 9.       |

## Öttusa
| Versenyző       | Versenyszám | Lövészet | Lövészet | Lövészet | Vívás    | Vívás | Vívás  | Úszás   | Úszás | Úszás | Lovaglás | Lovaglás | Lovaglás | Lovaglás | Futás    | Futás | Futás | Összesen    | Összesen |
| Versenyző       | Versenyszám | Pontszám | Pont     | Hely.    | Eredmény | Pont  | Hely.  | Idő     | Pont  | Hely. | Idő      | Hibapont | Pont     | Hely.    | Idő      | Pont  | Hely. | Összes pont | Helyezés |
| --------------- | ----------- | -------- | -------- | -------- | -------- | ----- | ------ | ------- | ----- | ----- | -------- | -------- | -------- | -------- | -------- | ----- | ----- | ----------- | -------- |
| Balogh Gábor    | Férfi       | 175      | 1036     | 17.      | 15-16    | 804   | 15.*** | 2:10,02 | 1240  | 21.   | 1:10,83  | 28       | 1172     | 2.       | 9:49,67  | 1044  | 9.    | 5296        | 8.       |
| Kállai Ákos     | Férfi       | 179      | 1084     | 14.      | 18-13    | 888   | 6.**** | 2:14,64 | 1188  | 29.   | 1:13,91  | 196      | 1004     | 22.      | 10:08,75 | 968   | 24.   | 5132        | 18.      |
| Füri Csilla     | Női         | 157      | 820      | 29.      | 15-16    | 804   | 16.**  | 2:15,42 | 1296  | 3.    | 1:06,54  | 28       | 1172     | 3.       | 11:07,15 | 1052  | 9.    | 5144        | 11.      |
| Vörös Zsuzsanna | Női         | 182      | 1120     | 3.       | 19-12    | 916   | 5.     | 2:15,59 | 1296  | 4.    | 1:22,57  | 76       | 1124     | 9.       | 11:22,00 | 992   | 18.*  | 5448        |          |

* - egy másik versenyzővel azonos időt ért el

** - két másik versenyzővel azonos eredményt ért el

*** - három másik versenyzővel azonos eredményt ért el

**** - négy másik versenyzővel azonos eredményt ért el

## Sportlövészet
Férfi

| Versenyző      | Versenyszám           | Selejtező | Selejtező | Döntő   | Döntő    |
| Versenyző      | Versenyszám           | Pont      | Helyezés  | Pont    | Helyezés |
| -------------- | --------------------- | --------- | --------- | ------- | -------- |
| Simon Attila   | Légpisztoly           | 562       | 43.       | kiesett | kiesett  |
| Simon Attila   | Szabadpisztoly        | 541       | 36.       | kiesett | kiesett  |
| Pálinkás Lajos | Gyorstüzelő pisztoly  | 577       | 12.*      | kiesett | kiesett  |
| Sidi Péter     | Légpuska              | 593       | 12.****   | kiesett | kiesett  |
| Sidi Péter     | Sportpuska, fekvő     | 591       | 24.*****  | kiesett | kiesett  |
| Sidi Péter     | Sportpuska, összetett | 1157      | 19.**     | kiesett | kiesett  |

Női

| Versenyző        | Versenyszám           | Selejtező | Selejtező | Döntő   | Döntő    |
| Versenyző        | Versenyszám           | Pont      | Helyezés  | Pont    | Helyezés |
| ---------------- | --------------------- | --------- | --------- | ------- | -------- |
| Csonka Zsófia    | Légpisztoly           | 377       | 26.*      | kiesett | kiesett  |
| Csonka Zsófia    | Sportpisztoly         | 567       | 30.       | kiesett | kiesett  |
| Erdős Dorottya   | Sportpisztoly         | 557       | 34.*      | kiesett | kiesett  |
| Erdős Dorottya   | Légpisztoly           | 379       | 21.***    | kiesett | kiesett  |
| Joó Éva          | Légpuska              | 394       | 14.****   | kiesett | kiesett  |
| Joó Éva          | Sportpuska, összetett | 570       | 23.       | kiesett | kiesett  |
| Krzyzewsky Beáta | Sportpuska, összetett | 560       | 31.       | kiesett | kiesett  |
| Krzyzewsky Beáta | Légpuska              | 387       | 37.       | kiesett | kiesett  |
| Igaly Diána      | Skeet                 | 72        | 1.        | 97      |          |

* - egy másik versenyzővel azonos eredményt ért el

** - két másik versenyzővel azonos eredményt ért el

*** - három másik versenyzővel azonos eredményt ért el

**** - öt másik versenyzővel azonos eredményt ért el

***** - hét másik versenyzővel azonos eredményt ért el

## Súlyemelés
Férfi

| Versenyző         | Versenyszám | Szakítás | Szakítás | Lökés    | Lökés    | Összesen | Helyezés |
| Versenyző         | Versenyszám | Eredmény | Helyezés | Eredmény | Helyezés | Összesen | Helyezés |
| ----------------- | ----------- | -------- | -------- | -------- | -------- | -------- | -------- |
| Tancsics László   | 56 kg       | 122,5    | 6.       | 150,0    | 7.       | 272,5    | 7.       |
| Feri Attila       | 77 kg       | 155,0    | 11.****  | 200,0    | 2.***    | 355,0    | 7.       |
| Gyurkovics Ferenc | 105 kg      | kizárták | kizárták | kizárták | kizárták | kizárták | kizárták |
| Kovács Zoltán     | 105 kg      | kizárták | kizárták | kizárták | kizárták | kizárták | kizárták |

Női

| Versenyző        | Versenyszám | Szakítás | Szakítás | Lökés    | Lökés    | Összesen | Helyezés |
| Versenyző        | Versenyszám | Eredmény | Helyezés | Eredmény | Helyezés | Összesen | Helyezés |
| ---------------- | ----------- | -------- | -------- | -------- | -------- | -------- | -------- |
| Krutzler Eszter  | 69 kg       | 117,5    | 2.*      | 145,0    | 2.*      | 262,5    |          |
| Likerecz Gyöngyi | 75 kg       | 115,0    | 6.       | 142,5    | 4.*      | 257,5    | 4.       |
| Varga Viktória   | +75 kg      | 127,5    | 4.       | 155,0    | 4.**     | 282,5    | 4.       |

* - egy másik versenyzővel azonos eredményt ért el

** - két másik versenyzővel azonos eredményt ért el

*** - három másik versenyzővel azonos eredményt ért el

**** - öt másik versenyzővel azonos eredményt ért el

## Tenisz
Női

| Versenyző                  | Versenyszám | 64-es főtábla                   | 32-es főtábla                                                               | Nyolcaddöntő      | Negyeddöntő       | Elődöntő          | Bronz- mérkőzés   | Döntő             | Helyezés |
| Versenyző                  | Versenyszám | Ellenfél Eredmény               | Ellenfél Eredmény                                                           | Ellenfél Eredmény | Ellenfél Eredmény | Ellenfél Eredmény | Ellenfél Eredmény | Ellenfél Eredmény | Helyezés |
| -------------------------- | ----------- | ------------------------------- | --------------------------------------------------------------------------- | ----------------- | ----------------- | ----------------- | ----------------- | ----------------- | -------- |
| Czink Melinda              | Egyes       | Venus Williams (USA) · 1-6, 2-6 | kiesett                                                                     | kiesett           | kiesett           | kiesett           | kiesett           | kiesett           | 33.      |
| Mandula Petra              | Egyes       | Patty Schnyder (SUI) · 3-6, 4-6 | kiesett                                                                     | kiesett           | kiesett           | kiesett           | kiesett           | kiesett           | 33.      |
| Czink Melinda Kapros Anikó | Páros       |                                 | Japán (JPN) · Morigami Akiko · Óbata Szaori · 6-3, 5-7, 3-6                 | kiesett           | kiesett           | kiesett           | kiesett           | kiesett           | 17.      |
| Mandula Petra Nagy Kira    | Páros       |                                 | Spanyolország (ESP) · Conchita Martínez · Virginia Ruano Pascual · 4-6, 0-6 | kiesett           | kiesett           | kiesett           | kiesett           | kiesett           | 17.      |

## Torna
Férfi

| Versenyző  | Versenyszám      | Selejtező | Selejtező | Döntő    | Döntő    |
| Versenyző  | Versenyszám      | Pontszám  | Helyezés  | Pontszám | Helyezés |
| ---------- | ---------------- | --------- | --------- | -------- | -------- |
| Gál Róbert | Talaj            | 9,587     | 24.       | kiesett  | kiesett  |
| Gál Róbert | Ugrás            | 9,543     | 8.        | 9,537    | 6.       |
| Gál Róbert | Egyéni összetett | 19,137    | 94.       | kiesett  | kiesett  |

Női

| Versenyző        | Versenyszám      | Selejtező | Selejtező | Döntő    | Döntő    |
| Versenyző        | Versenyszám      | Pontszám  | Helyezés  | Pontszám | Helyezés |
| ---------------- | ---------------- | --------- | --------- | -------- | -------- |
| Szarka Krisztina | Talaj            | 7,787     | 81.       | kiesett  | kiesett  |
| Szarka Krisztina | Ugrás            | 8,712     |           | kiesett  | kiesett  |
| Szarka Krisztina | Felemás korlát   | 7,012     | 85.       | kiesett  | kiesett  |
| Szarka Krisztina | Gerenda          | 8,150     | 75.       | kiesett  | kiesett  |
| Szarka Krisztina | Egyéni összetett | 31,661    | 63.       | kiesett  | kiesett  |

## Triatlon
| Versenyző    | Versenyszám | 1,5 km úszás | 1,5 km úszás | 40 km kerékpározás | 40 km kerékpározás | 10 km futás | 10 km futás | Összesítés | Összesítés |
| Versenyző    | Versenyszám | Idő          | Hely.        | Idő                | Hely.              | Idő         | Hely.       | Idő        | Helyezés   |
| ------------ | ----------- | ------------ | ------------ | ------------------ | ------------------ | ----------- | ----------- | ---------- | ---------- |
| Molnár Erika | Női         | 20:36        | 40.          | 1:17:41            | 42.                | 38:54       | 29.         | 2:17:53,38 | 38.        |

## Úszás
Férfi

| Versenyző                                                 | Versenyszám            | Előfutam | Előfutam | Előfutam | Elődöntő | Elődöntő | Elődöntő | Döntő   | Döntő    |
| Versenyző                                                 | Versenyszám            | Idő      | Hely.    | Össz.    | Idő      | Hely.    | Össz.    | Idő     | Helyezés |
| --------------------------------------------------------- | ---------------------- | -------- | -------- | -------- | -------- | -------- | -------- | ------- | -------- |
| Takács Krisztián                                          | 50 m gyors             | 23,12    | 1.       | 32.      | kiesett  | kiesett  | kiesett  | kiesett | kiesett  |
| Zubor Attila                                              | 100 m gyors            | 50,26    | 7.       | 28.      | kiesett  | kiesett  | kiesett  | kiesett | kiesett  |
| Szűcs Tamás                                               | 200 m gyors            | 1:52,26  | 7.       | 32.      | kiesett  | kiesett  | kiesett  | kiesett | kiesett  |
| Kiss Boldizsár                                            | 400 m gyors            | 4:02,87  | 7.       | 38.      |          |          |          | kiesett | kiesett  |
| Kis Gergő                                                 | 1500 m gyors           | 15:38,06 | 6.       | 23.      |          |          |          | kiesett | kiesett  |
| Bodrogi Viktor                                            | 200 m hát              | 2:03,16  | 8.       | 24.      | kiesett  | kiesett  | kiesett  | kiesett | kiesett  |
| Horváth Péter                                             | 100 m hát              | 57,29    | 7.       | 34.      | kiesett  | kiesett  | kiesett  | kiesett | kiesett  |
| Cseh László                                               | 100 m hát              | 54,80    | 1.       | 3.       | 54,86    | 4.       | 7.       | 54,61   | 6.       |
| Cseh László                                               | 400 m vegyes           | 4:14,26  | 1.       | 2.       |          |          |          | 4:12,15 |          |
| Cseh László                                               | 200 m vegyes           | 1:59,50  | 1.       | 1.       | 1:59,65  | 1.       | 3.       | 1:58,84 | 4.       |
| Kerékjártó Tamás                                          | 200 m vegyes           | 2:01,75  | 6.       | 14.      | 2:01,89  | 7.       | 13.      | kiesett | kiesett  |
| Bodor Richárd                                             | 100 m mell             | 1:01,91  | 5.       | 12.      | 1:01,88  | 7.       | 14.      | kiesett | kiesett  |
| Bodor Richárd                                             | 200 m mell             | 2:14,36  | 5.       | 14.      | 2:12,76  | 6.       | 10.      | kiesett | kiesett  |
| Gyurta Dániel                                             | 200 m mell             | 2:11,29  | 1.       | 1.       | 2:10,75  | 1.       | 1.       | 2:10,80 |          |
| Gáspár Zsolt                                              | 100 m pillangó         | 54,43    | 7.       | 34.      | kiesett  | kiesett  | kiesett  | kiesett | kiesett  |
| Kolozár Dávid                                             | 200 m pillangó         | 2:01,89  | 7.       | 25.      | kiesett  | kiesett  | kiesett  | kiesett | kiesett  |
| Gercsák Balázs Kerékjártó Tamás Makány Balázs Szűcs Tamás | 4 × 200 m gyorsváltó   | 7:31,78  | 8.       | 16.      |          |          |          | kiesett | kiesett  |
| Bodor Richárd Cseh László Gáspár Zsolt Zubor Attila       | 4 × 100 m vegyes váltó | 3:37,27  | 5.       | 5.       |          |          |          | 3:37,46 | 7.       |

Női

| Versenyző          | Versenyszám    | Előfutam | Előfutam | Előfutam | Elődöntő | Elődöntő | Elődöntő | Döntő   | Döntő    |
| Versenyző          | Versenyszám    | Idő      | Hely.    | Össz.    | Idő      | Hely.    | Össz.    | Idő     | Helyezés |
| ------------------ | -------------- | -------- | -------- | -------- | -------- | -------- | -------- | ------- | -------- |
| Csobánki Zsuzsa    | 50 m gyors     | 27,09    | 7.       | 41.*     | kiesett  | kiesett  | kiesett  | kiesett | kiesett  |
| Mutina Ágnes       | 100 m gyors    | 58,10    | 6.       | 38.      | kiesett  | kiesett  | kiesett  | kiesett | kiesett  |
| Hosszú Katinka     | 200 m gyors    | 2:04,22  | 7.       | 31.      | kiesett  | kiesett  | kiesett  | kiesett | kiesett  |
| Risztov Éva        | 400 m gyors    | 4:12,08  | 5.       | 15.      |          |          |          | kiesett | kiesett  |
| Risztov Éva        | 200 m pillangó | 2:10,49  | 1.       | 3.       | 2:09,83  | 4.       | 6.       | 2:10,58 | 8.       |
| Risztov Éva        | 400 m vegyes   | 4:41,20  | 1.       | 3.*      |          |          |          | 4:39,29 | 4.       |
| Jakabos Zsuzsanna  | 400 m vegyes   | 4:47,21  | 7.       | 15.      |          |          |          | kiesett | kiesett  |
| Boulsevicz Beatrix | 100 m pillangó | 1:00,18  | 6.       | 18.      | kiesett  | kiesett  | kiesett  | kiesett | kiesett  |
| Boulsevicz Beatrix | 200 m pillangó | 2:12,54  | 5.       | 17.      | kiesett  | kiesett  | kiesett  | kiesett | kiesett  |
| Kovács Ágnes       | 100 m mell     | 1:09,51  | 4.       | 11.      | 1:09,12  | 5.       | 10.      | kiesett | kiesett  |
| Kovács Ágnes       | 200 m mell     | 2:26,90  | 2.       | 4.       | 2:26,63  | 3.       | 5.       | 2:26,12 | 5.       |
| Kovács Ágnes       | 200 m vegyes   | 2:15,17  | 2.       | 7.       | 2:14,68  | 4.       | 8.       | 2:13,58 | 4.       |
| Szepesi Nikolett   | 100 m hát      | 1:02,78  | 6.       | 21.      | kiesett  | kiesett  | kiesett  | kiesett | kiesett  |
| Verrasztó Evelyn   | 200 m hát      | 2:14,07  | 1.       | 12.      | 2:13,98  | 7.       | 14.      | kiesett | kiesett  |

* - egy másik versenyzővel azonos időt ért el

## Vitorlázás
Férfi

| Versenyző                 | Versenyszám     | Futam | Futam | Futam | Futam | Futam | Futam | Futam | Futam | Futam | Futam | Futam | Pontszám | Helyezés |
| Versenyző                 | Versenyszám     | 1     | 2     | 3     | 4     | 5     | 6     | 7     | 8     | 9     | 10    | 11    | Pontszám | Helyezés |
| ------------------------- | --------------- | ----- | ----- | ----- | ----- | ----- | ----- | ----- | ----- | ----- | ----- | ----- | -------- | -------- |
| Gádorfalvi Áron           | Szörfvitorlázás | 12    | 16    | 17    | 26    | 24    | 24    | 22    | 8     | 18    | 27    | 25    | 192      | 22.      |
| Hajdú Balázs              | Finn dingi      | 24    | 16    | 16    | 20    | 17    | 22    | 20    | 23    | 15    | 14    | 20    | 183      | 23.      |
| Czégai Péter Cserép Csaba | 470-es osztály  | 15    | 26    | 27    | 28    | 24    | 23    | 22    | 26    | 25    | 21    | 19    | 228      | 27.      |

Női

| Versenyző              | Versenyszám     | Futam | Futam | Futam | Futam | Futam | Futam | Futam | Futam | Futam | Futam | Futam | Pontszám | Helyezés |
| Versenyző              | Versenyszám     | 1     | 2     | 3     | 4     | 5     | 6     | 7     | 8     | 9     | 10    | 11    | Pontszám | Helyezés |
| ---------------------- | --------------- | ----- | ----- | ----- | ----- | ----- | ----- | ----- | ----- | ----- | ----- | ----- | -------- | -------- |
| Győrbiró Lívia         | Szörfvitorlázás | 24    | 19    | 22    | 25    | 22    | 22    | 25    | 25    | 24    | 21    | 23    | 227      | 24.      |
| Weöres Márta Payr Anna | 470-es osztály  | 21    | 9     | 13    | 9     | 20    | 9     | 16    | 9     | 16    | 10    | 17    | 128      | 19.      |

## Vívás
Férfi

| Versenyző                                                    | Versenyszám       | Selejtező         | 32-es főtábla                    | Nyolcaddöntő                      | Negyeddöntő                                                                     | Elődöntő                                                                          | Bronz- mérkőzés                                                                                  | Döntő                                                                        | Helyezés |
| Versenyző                                                    | Versenyszám       | Ellenfél Eredmény | Ellenfél Eredmény                | Ellenfél Eredmény                 | Ellenfél Eredmény                                                               | Ellenfél Eredmény                                                                 | Ellenfél Eredmény                                                                                | Ellenfél Eredmény                                                            | Helyezés |
| ------------------------------------------------------------ | ----------------- | ----------------- | -------------------------------- | --------------------------------- | ------------------------------------------------------------------------------- | --------------------------------------------------------------------------------- | ------------------------------------------------------------------------------------------------ | ---------------------------------------------------------------------------- | -------- |
| Boczkó Gábor                                                 | Párbajtőr, egyéni |                   | Vang Lej (CHN) · 10-15           | kiesett                           | kiesett                                                                         | kiesett                                                                           | kiesett                                                                                          | kiesett                                                                      | 18.      |
| Imre Géza                                                    | Párbajtőr, egyéni |                   | Daniel Strigel (GER) · 13-15     | kiesett                           | kiesett                                                                         | kiesett                                                                           | kiesett                                                                                          | kiesett                                                                      | 21.      |
| Kovács Iván                                                  | Párbajtőr, egyéni |                   | Cody Mattern (USA) · 15-6        | Marcel Fischer (SUI) · 7-15       | kiesett                                                                         | kiesett                                                                           | kiesett                                                                                          | kiesett                                                                      | 13.      |
| Ferjancsik Domonkos                                          | Kard, egyéni      |                   | Michel Boulos (CAN) · 15-8       | Nemcsik Zsolt (HUN) · 11-15       | kiesett                                                                         | kiesett                                                                           | kiesett                                                                                          | kiesett                                                                      | 10.      |
| Lengyel Balázs                                               | Kard, egyéni      |                   | Vladiszlav Tretyak (UKR) · 12-15 | kiesett                           | kiesett                                                                         | kiesett                                                                           | kiesett                                                                                          | kiesett                                                                      | 18.      |
| Nemcsik Zsolt                                                | Kard, egyéni      |                   | Huang Jao-csiang (CHN) · 15-12   | Ferjancsik Domonkos (HUN) · 15-11 | Mihai Covaliu (ROU) · 15-14                                                     | Vladiszlav Tretyak (UKR) · 15-11                                                  |                                                                                                  | Aldo Montano (ITA) · 14-15                                                   |          |
| Boczkó Gábor Imre Géza Kovács Iván Kulcsár Krisztián         | Párbajtőr, csapat |                   |                                  |                                   | Ukrajna (UKR) · Dmitro Karjucsenko · Makszim Hvoroszt · Bohdan Nyikisin · 38-34 | Oroszország (RUS) · Szergej Kocsetkov · Pavel Kolobkov · Igor Turcsin · 34-26     |                                                                                                  | Franciaország (FRA) · Fabrice Jeannet · Jérôme Jeannet · Hugues Obry · 32-43 |          |
| Ferjancsik Domonkos Fodor Kende Lengyel Balázs Nemcsik Zsolt | Kard, csapat      |                   |                                  |                                   | Egyesült Államok (USA) · Ivan Lee · Jason Rogers · Keeth Smart · 43-45          | 5–8. helyért · Kína (CHN) · Csen Feng · Huang Jao-csiang · Vang Csing-cse · 45-40 | 5. helyért · Ukrajna (UKR) · Volodimir Kaljuzsnij · Volodimir Lukasenko · Oleh Sturbabin · 45-40 |                                                                              | 5.       |

Női

| Versenyző                                                   | Versenyszám       | Selejtező         | 32-es főtábla                 | Nyolcaddöntő                     | Negyeddöntő                                                                         | Elődöntő                                                                        | Bronz- mérkőzés                                                        | Döntő                               | Helyezés |
| Versenyző                                                   | Versenyszám       | Ellenfél Eredmény | Ellenfél Eredmény             | Ellenfél Eredmény                | Ellenfél Eredmény                                                                   | Ellenfél Eredmény                                                               | Ellenfél Eredmény                                                      | Ellenfél Eredmény                   | Helyezés |
| ----------------------------------------------------------- | ----------------- | ----------------- | ----------------------------- | -------------------------------- | ----------------------------------------------------------------------------------- | ------------------------------------------------------------------------------- | ---------------------------------------------------------------------- | ----------------------------------- | -------- |
| Mohamed Aida                                                | Tőr, egyéni       |                   |                               | Jekatyerina Juseva (RUS) · 14-9  | Nam Hjonhi (KOR) · 15-5                                                             | Giovanna Trillini (ITA) · 7-15                                                  | Sylwia Gruchała (POL) · 9-15                                           |                                     | 4.       |
| Varga Gabriella                                             | Tőr, egyéni       |                   | Chan Ying Man (HKG) · 15-3    | Szvetlana Bojko (RUS) · 15-9     | Giovanna Trillini (ITA) · 11-15                                                     | kiesett                                                                         | kiesett                                                                | kiesett                             | 6.       |
| Hormay Adrien                                               | Párbajtőr, egyéni |                   | Ana Brânză (ROU) · 13-15      | kiesett                          | kiesett                                                                             | kiesett                                                                         | kiesett                                                                | kiesett                             | 17.      |
| Mincza-Nébald Ildikó                                        | Párbajtőr, egyéni |                   | Sonja Tol (NED) · 15-7        | Britta Heidemann (GER) · 11-10   | Kim Hidzsong (KOR) · 15-9                                                           | Laura Flessel-Colovic (FRA) · 14-15                                             | Maureen Nisima (FRA) · 12-15                                           |                                     | 4.       |
| Nagy Tímea                                                  | Párbajtőr, egyéni |                   | Anna Szivkova (RUS) · 15-10   | Cristiana Cascioli (ITA) · 15-13 | Csang Li (CHN) · 8-7                                                                | Maureen Nisima (FRA) · 15-14                                                    |                                                                        | Laura Flessel-Colovic (FRA) · 15-10 |          |
| Nagy Orsolya                                                | Kard, egyéni      |                   | Hiszagae Madoka (JPN) · 14-15 | kiesett                          | kiesett                                                                             | kiesett                                                                         | kiesett                                                                | kiesett                             | 18.      |
| Hormay Adrien Mincza-Nébald Ildikó Nagy Tímea Tóth Hajnalka | Párbajtőr, csapat |                   |                               |                                  | Kanada (CAN) · Monique Kavelaars · Julie Leprohon · Sherraine Schalm-MacKay · 37-38 | 5–8. helyért · Dél-Korea (KOR) · Kim Hidzsong · I Gumnam · Kim Midzsong · 40-33 | 5. helyért · Kína (CHN) · Li Na · Sen Vej-vej · Csung Vej-ping · 32-31 |                                     | 5.       |

## Vízilabda

### Férfi
| Magyar nemzeti férfi vízilabdacsapat-játékoskeret | Magyar nemzeti férfi vízilabdacsapat-játékoskeret | Magyar nemzeti férfi vízilabdacsapat-játékoskeret | Magyar nemzeti férfi vízilabdacsapat-játékoskeret | Magyar nemzeti férfi vízilabdacsapat-játékoskeret | Magyar nemzeti férfi vízilabdacsapat-játékoskeret | Magyar nemzeti férfi vízilabdacsapat-játékoskeret |
| #                                                 | Név                                               | Poszt                                             | Magasság                                          | Súly                                              | Kor                                               | Klub                                              |
| ------------------------------------------------- | ------------------------------------------------- | ------------------------------------------------- | ------------------------------------------------- | ------------------------------------------------- | ------------------------------------------------- | ------------------------------------------------- |
| 1                                                 | Szécsi Zoltán                                     | GK                                                | 1,98 m (6 ft 6 in)                                | 93 kg                                             | 1977. december 22. (26 évesen)                    | BVSC                                              |
| 2                                                 | Varga Tamás                                       | CB                                                | 2,01 m (6 ft 7 in)                                | 88 kg                                             | 1975. július 14. (29 évesen)                      | TEVA-VasasPlaket                                  |
| 3                                                 | Madaras Norbert                                   | CF                                                | 1,91 m (6 ft 3 in)                                | 87 kg                                             | 1979. december 1. (24 évesen)                     | TEVA-VasasPlaket                                  |
| 4                                                 | Steinmetz Ádám                                    | CF                                                | 1,97 m (6 ft 6 in)                                | 95 kg                                             | 1980. augusztus 11. (24 évesen)                   | TEVA-VasasPlaket                                  |
| 5                                                 | Kásás Tamás                                       | D                                                 | 2,00 m (6 ft 7 in)                                | 90 kg                                             | 1976. július 20. (28 évesen)                      | TEVA-VasasPlaket                                  |
| 6                                                 | Vári Attila                                       | CB                                                | 2,00 m (6 ft 7 in)                                | 93 kg                                             | 1976. február 26. (28 évesen)                     | Dominó Honvéd                                     |
| 7                                                 | Kiss Gergely dr.                                  | CF                                                | 1,99 m (6 ft 6 in)                                | 100 kg                                            | 1977. szeptember 21. (26 évesen)                  | Dominó Honvéd                                     |
| 8                                                 | Benedek Tibor                                     | CF                                                | 1,90 m (6 ft 3 in)                                | 96 kg                                             | 1972. július 12. (32 évesen)                      | Pro Recco                                         |
| 9                                                 | Fodor Rajmund                                     | D                                                 | 1,90 m (6 ft 3 in)                                | 94 kg                                             | 1976. február 21. (28 évesen)                     | Dominó Honvéd                                     |
| 10                                                | Gergely István                                    | GK                                                | 2,02 m (6 ft 8 in)                                | 110 kg                                            | 1976. augusztus 20. (27 évesen)                   | Dominó Honvéd                                     |
| 11                                                | Steinmetz Barnabás                                | CB                                                | 1,96 m (6 ft 5 in)                                | 98 kg                                             | 1975. október 6. (28 évesen)                      | TEVA-VasasPlaket                                  |
| 12                                                | Molnár Tamás dr.                                  | CF                                                | 1,92 m (6 ft 4 in)                                | 98 kg                                             | 1975. augusztus 2. (29 évesen)                    | Dominó Honvéd                                     |
| 13                                                | Biros Péter                                       | CF                                                | 1,94 m (6 ft 4 in)                                | 95 kg                                             | 1976. április 5. (28 évesen)                      | Dominó Honvéd                                     |
| Vezetőedző: Kemény Dénes                          |                                                   |                                                   |                                                   |                                                   |                                                   |                                                   |

- Kor: 2004. augusztus 14-i kora

#### Eredmények
Csoportkör
A csoport
| Csapat                      | M | Gy | D | V | G+ | G– | Gk  | P  |
| --------------------------- | - | -- | - | - | -- | -- | --- | -- |
| Magyarország (HUN)          | 5 | 5  | 0 | 0 | 44 | 27 | +17 | 10 |
| Szerbia és Montenegró (SCG) | 5 | 4  | 0 | 1 | 37 | 26 | +11 | 8  |
| Oroszország (RUS)           | 5 | 3  | 0 | 2 | 32 | 28 | +4  | 6  |
| Egyesült Államok (USA)      | 5 | 2  | 0 | 3 | 32 | 37 | –5  | 4  |
| Horvátország (CRO)          | 5 | 1  | 0 | 4 | 35 | 41 | –6  | 2  |
| Kazahsztán (KAZ)            | 5 | 0  | 0 | 5 | 21 | 42 | –21 | 0  |

| 2004. augusztus 15. 16:30 | Szerbia és Montenegró (SCG) | 4–6 | Magyarország (HUN) | Központi Olimpiai Uszoda Játékvezetők: Sergio Borrell (ESP), Roberto Petronilli (ITA) |
| 2004. augusztus 15. 16:30 | (1–0, 2–3, 1–0, 0–3)        |     |                    | Központi Olimpiai Uszoda Játékvezetők: Sergio Borrell (ESP), Roberto Petronilli (ITA) |
| 2004. augusztus 15. 16:30 | Trbojević 2                 |     | Kiss 2             | Központi Olimpiai Uszoda Játékvezetők: Sergio Borrell (ESP), Roberto Petronilli (ITA) |

| 2004. augusztus 17. 22:15 | Magyarország (HUN)   | 10–8 | Horvátország (CRO) | Központi Olimpiai Uszoda Játékvezetők: Sergio Borrell (ESP), Peter Bookelman (NED) |
| 2004. augusztus 17. 22:15 | (1–0, 4–2, 4–4, 1–2) |      |                    | Központi Olimpiai Uszoda Játékvezetők: Sergio Borrell (ESP), Peter Bookelman (NED) |
| 2004. augusztus 17. 22:15 | Kásás, Biros 3       |      | Burić, Štritof 2   | Központi Olimpiai Uszoda Játékvezetők: Sergio Borrell (ESP), Peter Bookelman (NED) |

| 2004. augusztus 19. 10:45 | Egyesült Államok (USA) | 5–7 | Magyarország (HUN) | Központi Olimpiai Uszoda Játékvezetők: Boris Margeta (SLO), Erhan Tulga (TUR) |
| 2004. augusztus 19. 10:45 | (2–2, 2–3, 0–1, 1–1)   |     |                    | Központi Olimpiai Uszoda Játékvezetők: Boris Margeta (SLO), Erhan Tulga (TUR) |
| 2004. augusztus 19. 10:45 | Azevedo 2              |     | Varga, Madaras 2   | Központi Olimpiai Uszoda Játékvezetők: Boris Margeta (SLO), Erhan Tulga (TUR) |

| 2004. augusztus 21. 09:30 | Kazahsztán (KAZ)     | 4–14 | Magyarország (HUN) | Központi Olimpiai Uszoda Játékvezetők: Radostaw Koryzna (POL), Decio Patelli (BRA) |
| 2004. augusztus 21. 09:30 | (1–3, 0–4, 2–4, 1–3) |      |                    | Központi Olimpiai Uszoda Játékvezetők: Radostaw Koryzna (POL), Decio Patelli (BRA) |
| 2004. augusztus 21. 09:30 | négy játékos 1       |      | Kásás, Kiss 3      | Központi Olimpiai Uszoda Játékvezetők: Radostaw Koryzna (POL), Decio Patelli (BRA) |

| 2004. augusztus 23. 18:15 | Oroszország (RUS)    | 6–7 | Magyarország (HUN) | Központi Olimpiai Uszoda Játékvezetők: Boris Margeta (SLO), Nikolaos Stavropoulos (GRE) |
| 2004. augusztus 23. 18:15 | (1–2, 1–1, 1–3, 3–1) |     |                    | Központi Olimpiai Uszoda Játékvezetők: Boris Margeta (SLO), Nikolaos Stavropoulos (GRE) |
| 2004. augusztus 23. 18:15 | Jerisov, Garbuzov 2  |     | Kiss 2             | Központi Olimpiai Uszoda Játékvezetők: Boris Margeta (SLO), Nikolaos Stavropoulos (GRE) |

Elődöntő
| 2004. augusztus 27. 18:15 | Magyarország (HUN)   | 7–5 | Oroszország (RUS) | Központi Olimpiai Uszoda Játékvezetők: Aaron Chaney (USA), Torsten Bock (GER) |
| 2004. augusztus 27. 18:15 | (2–2, 3–3, 2–0, 0–0) |     |                   | Központi Olimpiai Uszoda Játékvezetők: Aaron Chaney (USA), Torsten Bock (GER) |
| 2004. augusztus 27. 18:15 | Kásás 3              |     | Garbuzov 2        | Központi Olimpiai Uszoda Játékvezetők: Aaron Chaney (USA), Torsten Bock (GER) |

Döntő
| 2004. augusztus 29. 17:30 | Magyarország (HUN)   | 8–7 | Szerbia és Montenegró (SCG) | Központi Olimpiai Uszoda Játékvezetők: Alan Balfanbayev (KAZ), Roberto Petronilli (ITA) |
| 2004. augusztus 29. 17:30 | (2–3, 3–2, 0–2, 3–0) |     |                             | Központi Olimpiai Uszoda Játékvezetők: Alan Balfanbayev (KAZ), Roberto Petronilli (ITA) |
| 2004. augusztus 29. 17:30 | Kiss 4               |     | Šapić 2                     | Központi Olimpiai Uszoda Játékvezetők: Alan Balfanbayev (KAZ), Roberto Petronilli (ITA) |

| Csapat             | Helyezés |
| ------------------ | -------- |
| Magyarország (HUN) |          |

### Női
| Magyar nemzeti női vízilabdacsapat-játékoskeret | Magyar nemzeti női vízilabdacsapat-játékoskeret | Magyar nemzeti női vízilabdacsapat-játékoskeret | Magyar nemzeti női vízilabdacsapat-játékoskeret | Magyar nemzeti női vízilabdacsapat-játékoskeret | Magyar nemzeti női vízilabdacsapat-játékoskeret | Magyar nemzeti női vízilabdacsapat-játékoskeret |
| #                                               | Név                                             | Poszt                                           | Magasság                                        | Súly                                            | Kor                                             | Klub                                            |
| ----------------------------------------------- | ----------------------------------------------- | ----------------------------------------------- | ----------------------------------------------- | ----------------------------------------------- | ----------------------------------------------- | ----------------------------------------------- |
| 1                                               | Zirighné Sós Ildikó                             | GK                                              | 1,78 m (5 ft 10 in)                             | 65 kg                                           | 1976. december 27. (27 évesen)                  | Dunaújvárosi Főiskola VE                        |
| 2                                               | Tiba Zsuzsanna                                  | CF                                              | 1,75 m (5 ft 9 in)                              | 80 kg                                           | 1976. március 31. (28 évesen)                   | Dunaújvárosi Főiskola VE                        |
| 3                                               | Györe Anett                                     | D                                               | 1,72 m (5 ft 8 in)                              | 77 kg                                           | 1981. december 10. (22 évesen)                  | Budapesti Polo SC                               |
| 4                                               | Kisteleki Dóra                                  | CF                                              | 1,73 m (5 ft 8 in)                              | 60 kg                                           | 1983. május 11. (21 évesen)                     | Vasas SC                                        |
| 5                                               | Stieber Mercédesz                               | D                                               | 1,74 m (5 ft 9 in)                              | 65 kg                                           | 1974. szeptember 4. (29 évesen)                 | Rari Nantes Pescara                             |
| 6                                               | Valkai Erzsébet                                 | CB                                              | 1,76 m (5 ft 9 in)                              | 70 kg                                           | 1979. március 6. (25 évesen)                    | Rari Nantes Pescara                             |
| 7                                               | Drávucz Rita                                    | D                                               | 1,80 m (5 ft 11 in)                             | 69 kg                                           | 1980. április 14. (24 évesen)                   | GS Orizzonte Catania                            |
| 8                                               | Zantleitner Krisztina                           | CB                                              | 1,84 m (6 ft 0 in)                              | 72 kg                                           | 1974. május 8. (30 évesen)                      | Dunaújvárosi Főiskola VE                        |
| 9                                               | Szremkó Krisztina                               | CB                                              | 1,80 m (5 ft 11 in)                             | 90 kg                                           | 1972. január 6. (32 évesen)                     | Szentesi VK                                     |
| 10                                              | Pelle Anikó                                     | CF                                              | 1,86 m (6 ft 1 in)                              | 72 kg                                           | 1978. szeptember 28. (25 évesen)                | GS Orizzonte Catania                            |
| 11                                              | Valkai Ágnes                                    | CF                                              | 1,68 m (5 ft 6 in)                              | 64 kg                                           | 1981. február 27. (23 évesen)                   | Rari Nantes Pescara                             |
| 12                                              | Primász Ágnes                                   | CF                                              | 1,76 m (5 ft 9 in)                              | 63 kg                                           | 1980. március 5. (24 évesen)                    | Dunaújvárosi Főiskola VE                        |
| 13                                              | Tóth II. Andrea                                 | GK                                              | 1,83 m (6 ft 0 in)                              | 70 kg                                           | 1981. augusztus 7. (23 évesen)                  | Dunaújvárosi Főiskola VE                        |
| Vezetőedző: Faragó Tamás                        |                                                 |                                                 |                                                 |                                                 |                                                 |                                                 |

- Kor: 2004. augusztus 14-i kora

#### Eredmények
Csoportkör
B csoport
| Csapat                 | M | Gy | D | V | G+ | G– | Gk | P |
| ---------------------- | - | -- | - | - | -- | -- | -- | - |
| Egyesült Államok (USA) | 3 | 2  | 0 | 1 | 20 | 16 | +4 | 4 |
| Oroszország (RUS)      | 3 | 2  | 0 | 1 | 21 | 22 | –1 | 4 |
| Magyarország (HUN)     | 3 | 1  | 0 | 2 | 19 | 20 | –1 | 2 |
| Kanada (CAN)           | 3 | 1  | 0 | 2 | 16 | 18 | –2 | 2 |

| 2004. augusztus 16. 09:30 | Egyesült Államok (USA) | 7–6 | Magyarország (HUN) | Központi Olimpiai Uszoda Játékvezetők: Nikolaos Stavropoulos (GRE), Mario Brguljan (SCG) |
| 2004. augusztus 16. 09:30 | (4–1, 0–2, 1–2, 2–1)   |     |                    | Központi Olimpiai Uszoda Játékvezetők: Nikolaos Stavropoulos (GRE), Mario Brguljan (SCG) |
| 2004. augusztus 16. 09:30 | Villa 4                |     | hat játékos 1      | Központi Olimpiai Uszoda Játékvezetők: Nikolaos Stavropoulos (GRE), Mario Brguljan (SCG) |

| 2004. augusztus 18. 16:30 | Oroszország (RUS)    | 9–8 | Magyarország (HUN) | Központi Olimpiai Uszoda Játékvezetők: Peter Bookelman (NED), Torsten Bock (GER) |
| 2004. augusztus 18. 16:30 | (2–1, 3–3, 2–3, 2–1) |     |                    | Központi Olimpiai Uszoda Játékvezetők: Peter Bookelman (NED), Torsten Bock (GER) |
| 2004. augusztus 18. 16:30 | három játékos 3      |     | három játékos 2    | Központi Olimpiai Uszoda Játékvezetők: Peter Bookelman (NED), Torsten Bock (GER) |

| 2004. augusztus 20. 16:45 | Magyarország (HUN)   | 5–4 | Kanada (CAN)   | Központi Olimpiai Uszoda Játékvezetők: Radu Matache (ROU), Roberto Pentronilli (ITA) |
| 2004. augusztus 20. 16:45 | (1–2, 2–0, 2–1, 0–1) |     |                | Központi Olimpiai Uszoda Játékvezetők: Radu Matache (ROU), Roberto Pentronilli (ITA) |
| 2004. augusztus 20. 16:45 | Stieber 2            |     | négy játékos 1 | Központi Olimpiai Uszoda Játékvezetők: Radu Matache (ROU), Roberto Pentronilli (ITA) |

Az elődöntőbe jutásért
| 2004. augusztus 22. 18:15 | Olaszország (ITA)    | 8–5 | Magyarország (HUN) | Központi Olimpiai Uszoda Játékvezetők: Sergio Borrell (ESP), Boris Margeta (SLO) |
| 2004. augusztus 22. 18:15 | (2–1, 2–2, 2–2, 2–0) |     |                    | Központi Olimpiai Uszoda Játékvezetők: Sergio Borrell (ESP), Boris Margeta (SLO) |
| 2004. augusztus 22. 18:15 | Di Mario 3           |     | Drávucz, Stieber 2 | Központi Olimpiai Uszoda Játékvezetők: Sergio Borrell (ESP), Boris Margeta (SLO) |

Az 5. helyért
| 2004. augusztus 24. 10:45 | Oroszország (RUS)              | 12–11 (h. u.) | Magyarország (HUN) | Központi Olimpiai Uszoda Játékvezetők: Daniel Legare (CAN), Noel Harrod (AUS) |
| 2004. augusztus 24. 10:45 | (3–5, 1–2, 4–0, 2–3, 1–0, 1–1) |               |                    | Központi Olimpiai Uszoda Játékvezetők: Daniel Legare (CAN), Noel Harrod (AUS) |
| 2004. augusztus 24. 10:45 | Szalimova 4                    |               | Drávucz, Stieber 3 | Központi Olimpiai Uszoda Játékvezetők: Daniel Legare (CAN), Noel Harrod (AUS) |

| Csapat             | Helyezés |
| ------------------ | -------- |
| Magyarország (HUN) | 6.       |